# (451) Patientia
(451) Patientia ist ein Asteroid des äußeren Hauptgürtels, der am 4. Dezember 1899 vom französischen Astronomen Auguste Charlois am Observatoire de Nice bei einer Helligkeit von 10 mag entdeckt wurde.
Der Asteroid wurde nach der lateinischen Bezeichnung für „Geduld“ benannt. Julius Bauschinger, der Direktor des Astronomischen Rechen-Instituts in Berlin, veröffentlichte 1901 die Namen von 34 von Charlois entdeckten Asteroiden zwischen den Nummern (356) und (451). Im Text heißt es lediglich: „Nach Zustimmung des Herrn Charlois haben folgende von ihm entdeckten… Planeten nachstehende Namen erhalten.“ Es liegt daher nahe, dass die Namen vom Astronomischen Rechen-Institut ausgewählt wurden.

## Wissenschaftliche Auswertung
Mit Daten radiometrischer Beobachtungen im Infraroten am Cerro Tololo Inter-American Observatory in Chile im Jahr 1974 sowie am Kitt-Peak-Nationalobservatorium in Arizona im Februar und März 1976 wurden für (451) Patientia erstmals Werte für den Durchmesser und die Albedo von 234 bis 280 km und 0,03 bis 0,04 bestimmt. Aus Ergebnissen der IRAS Minor Planet Survey (IMPS) wurden 1992 Angaben zu Durchmesser und Albedo für zahlreiche Asteroiden abgeleitet, darunter auch (451) Patientia, für die damals Werte von 225,0 km bzw. 0,08 erhalten wurden. Eine Auswertung von Beobachtungen durch das Projekt NEOWISE im nahen Infrarot führte 2011 zu vorläufigen Werten für den Durchmesser und die Albedo im sichtbaren Bereich von 251,8 km bzw. 0,07. Nachdem die Werte nach neuen Messungen mit NEOWISE 2012 auf 253,9 km bzw. 0,06 korrigiert worden waren, wurden sie 2014 auf 225,8 km bzw. 0,09 geändert. Nach der Reaktivierung von NEOWISE im Jahr 2013 und Registrierung neuer Daten wurden die Werte 2015 mit 231,2 oder 258,9 km bzw. 0,04 oder 0,05 angegeben, diese Angaben beinhalten aber hohe Unsicherheiten. Eine Untersuchung von 2024 bestimmte aus einer Bedeckung des Sterns 11. Größe TYC 5631-00932-1 durch den Asteroiden am 2. Mai 2020 für (451) Patientia einen elliptischen Querschnitt von 255 × 218 km.
Eine spektroskopische Untersuchung von 820 Asteroiden zwischen November 1996 und September 2001 am La-Silla-Observatorium in Chile ergab für (451) Patientia eine taxonomische Klassifizierung als C- bzw. Cb-Typ.
Photometrische Beobachtungen von (451) Patientia fanden erstmals statt vom 30. Dezember 1969 bis 1. Januar 1970 sowie am 23. und 24. Dezember 1974 am Kitt-Peak-Nationalobservatorium. Aus den Lichtkurven mit geringer Veränderung konnte keine Rotationsperiode abgeleitet werden, sie wurde in der Größenordnung von 20 Stunden vermutet. Erst nach neuen Beobachtungen vom 27. Oktober bis 17. Dezember 1979 am Table Mountain Observatory in Kalifornien konnte eine Rotationsperiode von 9,727 h bestimmt werden. Auch die Daten einer weiteren Beobachtung am La-Silla-Observatorium vom 23. bis 27. September 1984 passten zu dieser Periode.
Aus den archivierten Daten der Beobachtungen von 1969 bis 1979 in Verbindung mit weiteren Messungen am Osservatorio Astronomico di Torino in Italien von 1984 wurde in einer Untersuchung von 1986 eine vorläufige Bestimmung von zwei alternativen Lösungen für die Position der Rotationsachse sowie der Achsenverhältnisse eines dreiachsig-ellipsoidischen Gestaltmodells versucht.
Weitere Beobachtungen erfolgten vom 25. bis 30. März 1998 und 4. bis 17. Februar 2002 am Observatorium Borówiec in Polen sowie am 28. Januar 2003 am Quail Hollow Observatory in Florida. Aus ihnen konnte eine Rotationsperiode von 9,730 h bestimmt werden. Außerdem wurde mit der Methode der konvexen Inversion aus den archivierten Daten von 1969 bis 2003 ein dreidimensionales Gestaltmodell des Asteroiden für zwei alternative Rotationsachsen mit prograder Rotation und eine Periode von 9,7412 h berechnet.
Abschätzungen von Masse und Dichte für (451) Patientia aufgrund von gravitativen Beeinflussungen auf Testkörper ergaben in einer Untersuchung von 2012 eine Masse von etwa 10,9·1018 kg, was mit einem angenommenen Durchmesser von etwa 234 km zu einer Dichte von 1,60 g/cm³ führte bei einer Porosität von 28 %. Diese Werte besitzen eine Unsicherheit im Bereich von ±50 %.